# 高田豊四郎
高田豊四郎（たかた とよしろう、1885年（明治18年）7月10日 - 1961年（昭和36年）11月3日、旧姓：松原）は、日本の篤農家である。梨の黒斑病対策として鳥取県に初めてパラフィン紙袋を持ち込んだことや、傾斜地のオールバック整枝を発案したことで知られる。

## 概要
1885年（明治18年）7月10日、鳥取県東伯郡三朝村（現在の東伯郡三朝町）大字横手村の農家の三男として生まれる。松原家は江戸時代には庄屋も務めた名家であり、父の松原虎之丈（虎之丞とも）は村長を13年務めた。虎之丈は山村にも新産業を導入しようと考え、岡山県から小山益太を招いて講演会を開催し、自身も果樹栽培を始めた。果樹栽培に興味を持った豊四郎は家業の農業をする傍ら年に2～3回は小山のもとを訪ねるなどして果樹栽培の技術を磨いていった。
1908年（明治41年）に豊四郎は鳥取市久松公園にあった池田氏の果樹園に主任として招かれた。1913年（大正2年）に同園が鳥取市に移管されたことでに同園を辞任した。
同年に豊四郎は、斜面に並行して枝を張り、1つの枝から2本だけを伸ばしてそれを斜面に沿って上へと伸ばして針金で支える樹形を考案しており、翌年の1914年（大正3年）に専任技術者として招かれた互華園組合の小谷保治園で実施した。これは後に鳥取高等農業学校（現在の鳥取大学農学部）の学生がオールバックに似ていると言ったことからオールバック型と呼称されるようになった。
互華園組合は梨の販路開拓にも努めており、1920年（大正9年）に豊四郎が大阪市場を視察した際に米国オレンジが綺麗な包装紙に包まれているのを見て組合でも梨包装に包装紙を用いた。これは鳥取県内では初めての試みであった。
大正末期には鳥取県でも黒斑病が猛威を振い、天災も重なったことで栽培をやめる農家も出ていた。当時奈良県では二十世紀梨を黒斑病から守るためにパラフィン紙袋を用いて効果を上げていたが、市場を取られることを恐れて他地方にこの方法を教えなかった。そのため豊四郎は1924年（大正13年）奈良県にスパイに行き、大阪でパラフィン紙を買い込んで鳥取に持ち込んだ。この紙袋は鳥取県においても極めて良好な成績を残したため、1927年（昭和2年）ごろには少量ながらも県下に普及した。
1936年（昭和11年）には県会議長の推薦で八頭郡駐在技手に選ばれ、1943年（昭和18年）には県農会技師になった。戦後の1949年（昭和24年）には県果実連は技師を嘱託した。
1955年（昭和30年）には八頭郡郡家町に八頭郡果樹協会によって高田豊四郎彰徳碑が建設され、1956年（昭和31年）5月2日には国から黄綬褒章を授与されている。
1961年（昭和36年）11月3日、76歳没。法名豊仙院栽徳居士。